# Nuova Pallacanestro Vigevano 2009-2010
La Nuova Pallacanestro Vigevano 2009-2010, sponsorizzata Miro Radici Finance, ha preso parte al campionato professionistico italiano di Legadue.

Ha disputato le proprie partite interne di regular season presso il Palasport Dal Lago di Novara, in quanto il vecchio PalaBasletta non disponeva dei requisiti necessari per la Legadue. Le partite interne valide per i playoff sono state disputate per la prima volta nel nuovo impianto di Vigevano.

## Roster
| Giocatori |
| --------- |

|    | Naz.                                     | Ruolo | Sportivo             | Anno | Alt. | Peso |  |
| -- | ---------------------------------------- | ----- | -------------------- | ---- | ---- | ---- |  |
| 5  | Stati Uniti (bandiera)                   | A     | J.J. Williams        | 1983 | 197  | 97   |  |
| 6  | Stati Uniti (bandiera)                   | P     | Jermaine Boyette     | 1978 | 188  |      |  |
| 7  | Italia (bandiera)                        | P     | Matteo Bertolazzi    | 1979 | 181  | 77   |  |
| 8  | Italia (bandiera)                        | G     | Carmine Cavallaro    | 1986 | 192  | 94   |  |
| 9  | Italia (bandiera)                        | G     | Federico Ferrari     | 1975 | 192  | 94   |  |
| 10 | Stati Uniti (bandiera)                   | GA    | Gabriele Ganeto      | 1987 | 200  | 100  |  |
| 11 | Inghilterra (bandiera)                   | C     | Chris Pearson        | 1979 | 207  | 109  |  |
| 12 | Argentina (bandiera) · Italia (bandiera) | A     | Mario José Ghersetti | 1981 | 201  | 111  |  |
| 15 | Italia (bandiera)                        | AC    | Diego Banti          | 1983 | 204  | 106  |  |
| 17 | Italia (bandiera)                        | A     | Niccolò Squarcina    | 1983 | 202  | 103  |  |

| Staff tecnico             |
| ------------------------- |
| Allenatore: Luigi Garelli |
| Assistente: Enrico Gerosa |

Legaduebasket: Dettaglio statistico